# Engelhardt Graeff
Pour les articles homonymes, voir Graeff.
Engelhardt Graeff, né le 24 décembre 1807 à Francfort-sur-le-Main et mort le 16 juillet 1878 dans la même ville, est un graveur sur bois et sculpteur allemand.

## Biographie
Engelhardt Graeff naît le 24 décembre 1807 à Francfort-sur-le-Main.
Il est élève du Städelschen Instituts, d'abord comme sculpteur en tant qu'élève de Johann Nepomuk Zwerger, puis comme peintre en tant qu'élève de Philipp Veit.
Engelhardt Graeff se tourne vers la gravure sur bois, il grave d'après Edward von Steinle, Schwind, Philipp Veit, Julius Schnorr von Carolsfeld et d'autres et produit des illustrations pour le Wehrbuch deutscher Nation (1851) et des ouvrages scientifiques. Il est un des artistes qui travaille sur la Biblia Sacra tabulis illustrata.
En tant que sculpteur, il crée plusieurs portraits-bustes.
Engelhardt Graeff meurt le 16 juillet 1878 dans sa ville natale.